# Ngemba jezici
Ngemba jezici (privatni kod: ngem), skupina od 9 jezika koja je dio šire skupine mbam-nkam, nigersko-kongoanska porodica. Govore se na područjima država Kamerun i Nigerija. Predstavnici su:
- Awing [azo] (Cameroon)
- Bafut [bfd] (Cameroon)
- Bambili-Bambui [baw] (Cameroon)
- Bamukumbit [bqt] (Cameroon)
- Beba [bfp] (Cameroon)
- Kpati [koc] (Nigeria)
- Mendankwe-Nkwen [mfd] (Cameroon)
- Ngemba [nge] (Cameroon)
- Pinyin [pny] (Cameroon)

## Vanjske poveznice
- Ethnologue (14th)
- Ethnologue (15th)
- Niger-Congo: Composite
- Niger-Congo: Ethnologue 2005